# Kizuna (chanson d'Aya Ueto)
Pour les articles homonymes, voir Kizuna.
Singles de Aya Ueto
Pureness
(2002) Hello
(2003)
Kizuna est le 2e single d'Aya Ueto sorti sous le label Pony Canyon le 7 novembre 2002 au Japon. Il atteint la 5e place du classement de l'Oricon. Il se vend à 32 250 exemplaires la première semaine, et reste classé pendant 11 semaines, pour un total de 57 340 exemplaires vendus.
Kizuna a été utilisé comme campagne publicitaire pour Karaoke Station de BANDAI. Kizuna se trouve sur l'album AYAUETO et sur la compilation Best of Aya Ueto: Single Collection.

## Liste des titres
| 1. | Kizuna                              | T2ya              | T2ya         | 4:57 |
| 2. | Tears                               | Natsumi Kobayashi | Naoto Suzuki | 5:04 |
| 3. | Pureness -million plug style remix- | T2ya              | T2ya         | 4:26 |
| 4. | Kizuna ~Instrumental~               | T2ya              | T2ya         | 4:55 |